# Фандікова Наталія Володимирівна
Наталія Володимирівна Фандікова (нар. 16 жовтня 1960, Гайсин) — українська художниця; член Київської організації Спілки радянських художників України з 1990 року. Дружина художника Олександра Калмикова.

## Біографія
Напродилася 16 жовтня 1960 року в місті Гайсині Вінницької області (нині Україна). 1980 року закінчила Київський художньо-промисловий технікум; 1986 року — Київський художній інститут, де навчалася у Тимофія Лящука, Олексія Штанка.
Мешкає у Києві в будинку на Берестейському проспекті, № 18.

## Творчість
Працює в галузях станкового живопису, графіки і графічного дизайну. Серед робіт: «Неальбомне» (2000), «Ілюзія про ілюзію» (2000), «Міжсезоння» (2000), «Сплеск вислизнутого літа» (2000), «Світло не близьке» (2002, полотно, олія).
Авторка дизайну поштових марок: «Люлька» (15 лютого 2008), зчіпка «Меридіанне коло», «Галілео Галілей» (17 квітня 2009); поштовий блок «Маяки України» (30 жовтня 2009), «Виноробство в Україні. Каберне Совіньйон» (17 грудня 2010), «Кличко» (8 червня 2010).
Авторка дизайну ювілейних та пам'ятних монет України: 
- Микола Амосов;
- Борис Грінченко; ‎
- Корсунь-Шевченківська битва;
- Ягнятко, срібна; ‎
- Телятко, срібна;
- Близнятка, срібна;
- Нестор Махно; ‎
- Рачок, срібна; ‎
- Левенятко, срібна; ‎
- Дівчатко, срібна;
- За творами О. П. Довженка, срібна;
- Водолійчик, срібна; ‎
- Рибки, срібна;
- 150 років Одеському національному університету імені І. І. Мечникова;
- Петро Прокопович; ‎
- Терезки, срібна; ‎
- Скорпіончик, срібна; ‎
- Стрільчик, срібна;
- Корсунь-Шевченківська битва, срібна;
- Козоріжок, срібна;
- Материнство, срібна; ‎
- Петриківський розпис; ‎
- Петриківський розпис, срібна; ‎
- Давній Малин; ‎
- Тетяна Яблонська;
- Перегузня; ‎
- Перегузня, срібна; ‎
- 150 років Національному академічному театру опери та балету України ім. Т. Г. Шевченка; ‎
- 150 років Національному академічному театру опери та балету України ім. Т. Г. Шевченка, срібна; ‎
- ХХІІІ зимові Олімпійські ігри; ‎
- ХХІІІ зимові Олімпійські ігри, срібна; ‎
- 100 років Дніпровському національному університету імені Олеся Гончара; ‎
- Ольга Авілова;
- 100 років Національній академії наук України;
- 1000 років від початку правління київського князя Ярослава Мудрого, срібна; ‎
- Учасникам бойових дій на території інших держав;
- Пектораль «права», срібна;
- Пектораль «ліва», срібна; ‎
- Пектораль «нижня», срібна;
- Пектораль «верхня», срібна;
- Стародавнє місто Дубно; ‎
- 75 років перемоги над нацизмом у Другій світовій війні 1939—1945 років;
- Андрій Ромоданов; ‎‎
- 200 років Миколаївській астрономічній обсерваторії; ‎
- Чорнобиль. Відродження. Кінь Пржевальського;
- 1075 років з часу правління княгині Ольги, срібна; ‎
- Гарнізонний храм святих апостолів Петра і Павла; ‎
- Чорнобиль. Відродження. Ведмідь бурий; ‎
- Державна служба спеціального зв'язку та захисту інформації України; ‎
- 100 років Харківському національному університету міського господарства імені О. М. Бекетова;
- Чорнобиль. Відродження. Рись євразійська;
- День Європи;
- Чорнобиль. Відродження. Лелека чорний;
- Чорнобиль. Відродження. Лось європейський.